# Гаджиева, Рагимат Абдулмуталибовна
Рагимат Абдулмуталибовна Гаджиева (18 июня (1) июля 1909 год, Ахты, Дагестанская область — 1990, Махачкала) — советская певица (сопрано), народная артистка РСФСР (1967). Член КПСС с 1938 года.

## Биография
Рагимат Абдулмуталибовна Гаджиева родилась 18 июня (1) июля 1909 года в селе Ахты Дагестанской области, отец Абдулмуталиб преподавал в медресе. В 1915 году семья переехала в Баку, где отец заведовал складами кормов владельца, снабжавшего город фургонами на лошадиной тяге. Училась в русско-турецкой гимназии, в свободное время занималась пением. Во время армяно-азербайджанской резни вернулась в село. В 1921 году вернулась в Баку. Окончила Азербайджанский женский педагогический институт. После института преподавала аварский язык в школах в Хунзахе и Ахтах, была избрана народным судьей района, позже — членом коллегии Верховного суда Дагестанской АССР.
Однажды её попросили выступить на концерте в честь приезда в республику министра тяжелой промышленности Серго Орджоникидзе. Через три дня решением обкома партии и Верховного Совета республики члена коллегии Верховного суда ДАССР её перевели солисткой хора Дагестанского радиокомитета с аргументацией: «судью легко найти, а такого голоса в республике больше нет».
В 1935—1970 годах была солисткой Дагестанского радио в Махачкале. В репертуаре певицы были песни народов СССР, дагестанские народные песни, произведения советских авторов. Исполняла песни профессиональных композиторов Г. Гасанова, Э. Ибрагимовой, С. Керимова, З. Гаджиева, композиторов-песенников А. Мехмана, О. Аюбова, Дж. Мехтиева, Г. Мурсалова.
Умерла в 1990 году.

## Награды и премии
- Дипломант Всесоюзного конкурса на лучшее исполнение произведений советских композиторов (1956).
- Народная артистка Дагестанской АССР.
- Народная артистка РСФСР (1967).
- Заслуженная артистка РСФСР (1959).
- Орден Ленина (4 мая 1960).
- Орден «Знак Почёта».

## Память
- Мемориальная доска на доме № 14 «а» по улице Ирчи Казака в Махачкале, где жила певица.
- Имя певицы носит Ахтынская детская музыкальная школа.